# 漢比斯角 (特拉華州)
漢比斯角（英語：Hanbys Corner）是位於美國特拉華州紐卡斯爾縣的一個非建制地區。該地的面積和人口皆未知。

## 地理
漢比斯角的座標為39°49′21″N 75°29′14″W / 39.82250°N 75.48722°W，而該地的平均海拔高度為94米（即308英尺）。